# Короли Айлеха

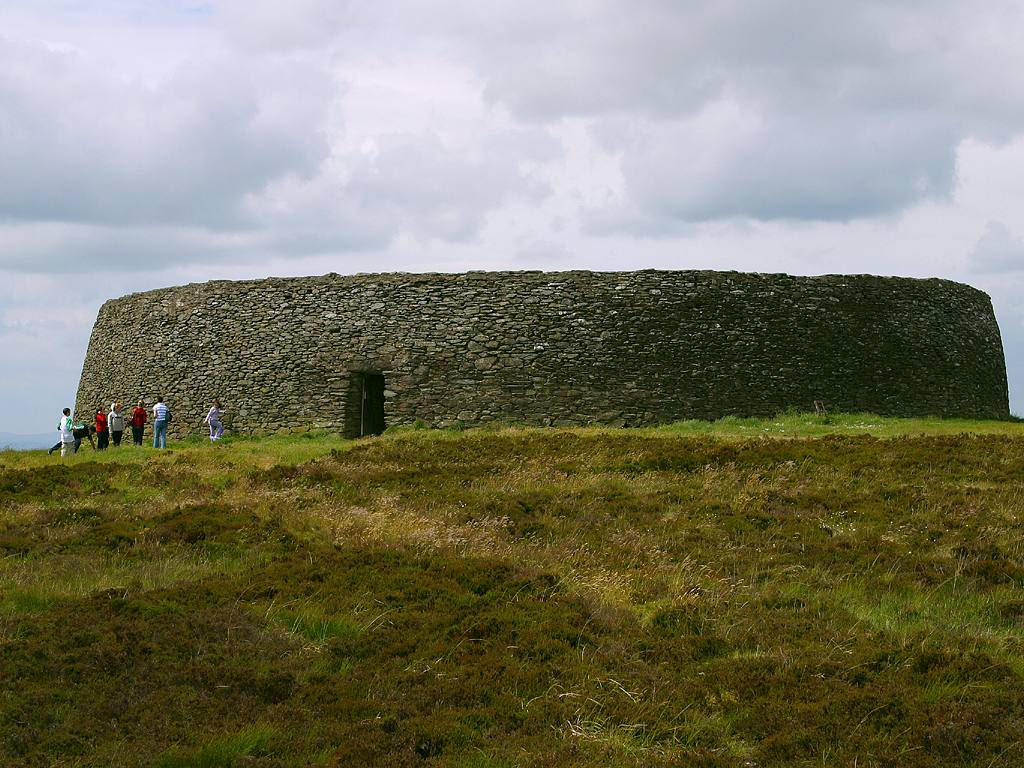
Внешний вид Грианан Айлех в графстве Донегол, главной крепости Королевства Айлех

Короли Айлеха — правители одноимённого королевства из рода Кенел Эогайн. Принадлежали к династии Северных Уи Нейллов и вели своё название от крепости Грианан Айлеха (ир. Grianan Ailigh), городища на вершине горы Грэйнэн на западе Ольстера. В настоящее время восстановленная крепость находится на полуострове Инишоуэне с видом на озеро Лох-Суилли на западе и залив Лох-Фойл на востоке.

## Ранние короли Айлеха (V—VIII века)
- Эоган мак Нейлл (ум. 465), король Айлеха (ок. 428—465), сын верховного короля Ирландии Ниалла Девять Заложников
- Муйредах мак Эогайн (ум. ок. 489), король Айлеха (465 — ок. 489), сын и преемник Эогана
- Муйрхертах мак Эрк (ум. 534/536), король Айлеха (ок. 489—534/536), верховный король Ирландии (504—534/536), сын Муйредаха мак Эогайна
- Форггус мак Муйрхертайг (ум. ок. 566), король Айлеха (534/536 — ок. 566) и верховный король Ирландии (ок. 565 — ок. 566), сын Муйрхертаха мак Эрка
- Домналл Илхелгах (ум. 566), король Айлеха (534/536 — 566) и верховный король Ирландии (565—566), сын Муйрхертаха мак Эрка
- Баэтан мак Муйрхертайг (ум. 572), король Айлеха и верховный король Ирландии (ок. 566 — ок. 572), сын Муйрхертаха мак Муйдерага
- Эохайд мак Домнайлл (ум. 572), король Айлеха и верховный король Ирландии (ок. 566 — ок. 572), сын Домналла мак Муйрхертаха
- Колку мак Домнайлл (ум. 580), король Айлеха (572—580), сын Домналла мак Муйрхертаха
- Колман Римид (ум. 604), король Айлеха (580—604) и верховный король Ирландии (598—604), сын Баэтана мак Муйрхертайга
- Аэд Уариднах (ум. 612), король Айлеха (604—612), сын Домналла Илхелгаха
- Суибне Заика (ум. 628), король Айлеха (612—628), сын Фиахна мак Фередага и внук Фередага, правнука Ниалла Девять Заложников
- Маэл Фитрих мак Аэдо (ум. 630), король Айлеха (628—630), сын Аэда Уариднаха
- Эрнайн мак Фиахнай (ум. 636), король Айлеха (630—636), сын Фиахна мак Фередага, брат Суибне Заики
- Крундмаэл мак Суибни (ум. ок. 660), король Айлеха (636 — ок. 660), сын Суибне Заики
- Ферг мак Крундмайл (ум. ок. 668), король Айлеха (ок. 660 — ок. 668), сын Крундмаэла мак Суибни
- Маэл Дуйн мак Маэл Фитрих (ум. 681), король Айлеха (ок. 668—681), сын Маэл Фитриха ма Аэдо
- Фланн мак Маэл Туйле (ум. 700), король Айлеха (681—700), внук Крундмаэла мак Суибни

## Короли Айлеха с700по1185 год
- Фергал мак Маэл Дуйн (ум. 11 декабря 722), король Айлеха (ок. 700—722), верховный король Ирландии (710—722), сын короля Айлеха Маэла Дуйна мак Маэла Фитриха
- Аэд Аллан (ум. 743) — король Айлеха (722—743) и верховный король Ирландии (734—743), сын Фергайла мак Маэла Дуйна
- Ниалл Фроссах (718—778), король Айлеха (743—770) и верховный король Ирландии (763—770), сын верховного короля Ирландии Фергала мак Маэл Дуйна
- Маэл Дуйн мак Аэдо Аллайн (ум. 788), король Айлеха (770/778 — 788), сын Аэда Аллана
- Аэд Посвящённый (ум. 819), король Айлеха (788—819) и верховный король Ирландии (797—819), сын Ниалла Фроссаха
- Мурхад мак Маэл Дуйн (ум. 833) — король Айлеха (819—823), сын Маэла Дуйна мак Аэда Аллайна
- Ниалл Калле (ум. 846), король Айлеха (823—846) и верховный король Ирландии (833—846), сын Аэда Посвященного
- Маэл Дуйн мак Аэда, король Айлеха (846 — ???), сын Аэда Посвященного
- Аэд Финдлиат (ум. 20 ноября 879), король Айлеха (не позднее 855—879), верховный король Ирландии (862/863-879), сын Ниалла Калле
- Мурхад мак Маэла Дуйн, король Айлеха (879—887), сын Маэла Дуйна мак Аэда
- Флайтбертах мак Мурхада, король Айлеха (887—896), сын Мурхада мак Маэла Дуйна
- Домналл мак Аэда (ум. 915), король Айлеха (887—911), сын Аэда Финдиата
- Ниалл Глундуб (ум. 15 сентября 919), король Айлеха (911—919), верховный король Ирландии (916—919), сын Аэда Фидлиата
- Флайтбертах мак Домнайлл, король Айлеха (916—919), сын Домналла мак Аэды
- Фергал мак Домнайлл, король Айлеха (919—938), сын Домналла мак Аэды
- Муйрхертах мак Нейлл (ум. 26 февраля 943), король Айлеха (939—943), сын Ниалла Глундуба
- Домналл мак Муйрхертах Уа Нейлл (ум. 980), король Айлеха (943—980) и верховный король Ирландии (956—980), сын Муйрхертаха мак Нейлла
- Флайтбертах мак Муйрхертах Уа Нейлл, король Айлеха (943—949), сын Муйрхертаха мак Нейлла, соправитель Домналла Уа Нейлла
- Флайтбертах мак Конхобайр, король Айлеха (956—962), соправитель Домналла Уа Нейлла
- Тадг мак Конхобайр, король Айлеха (956—962), соправитель Домналла Уа Нейлла
- Конн мак Конхобайр, король Айлеха (956—962), соправитель Домналла Уа Нейлла
- Мурхад Глан мак Флайтбертах (ум. 974), король Айлеха (962—972), соправитель Домналла Уа Нейлла
- Фергал мак Домнайлл мак Конайнг (ум. 1001), король Айлеха (980—989), сын Домналла Уа Нейлла
- Аэд Мак Домнайлл Уа Нейлл, король Айлеха (989—1004), сын Домналла Уа Нейлла
- Флайтбертах Уа Нейлл (ум. 1036), король Айлеха (1004—1031), сын Муйрхертаха мак Домнайлла (ум. 977) и внук верховного короля Ирландии Домналла Уа Нейлла
- Аэд мак Флайтбертах (ум. 1033), король Айлеха (1031—1033), сын Флайтбертаха Уа Нейлла
- Флайтбертах Уа Нейлл (ум. 1036), вторично король Айлеха (1033—1036), внук Домналла Уа Нейлла
- Ниалл мак Маэл Сехнайлл (ум. 1061), король Айлеха (1036—1061), сын Маэла Сехнайлла (ум. 997) и внук Маэлруайда мак Фланна (ум. 941)
- Ардгар мак Лохлайнн (ум. 1064), король Айлеха (1061—1064), племянник Ниалла мак Маэла Сехнайлла
- Аэд Уа хУалгарт, король Айлеха (1064—1067)
- Домналл мак Нейлл, король Айлеха (1067—1068)
- Аэд мак Нейлл, король Айлеха (1068—1083), брат и преемник Домналла мак Нейлла
- Доннхад мак Нейлл, король Айлеха (1083—1083), брат Домналла и Аэда
- Домналл Уа Лохлайнн (1048 — 9 февраля 1121), король Айлеха (1083—1121), верховный король Ирландии (1090—1121), сын Ардгара мак Лохлайнна
- Конхобар мак Домнайлл, король Айлеха (1121—1128), сын Домналла мак Нейлла
- Магнус Уа Лохлайнн, король Айлеха (1128—1129), сын Домналла мак Нейлла
- Конхобар мак Домнайлл, вторично король Айлеха (1129—1136), сын Домналла мак Нейлла
- Муйрхертах мак Лохлайнн (ум. 1166), король Айлеха (1136—1143), верховный король Ирландии (1156—1166), сын Ниалла мак Лохлайнна (ум. 1119) и внук верховного короля Ирландии Домналла Уа Лохлайнна
- Домналл Уа Гармледай (ум. 1160), король Айлеха (1143—1145)
- Муйрхертах мак Лохлайнн (ум. 1166), король Айлеха (1145—1166), верховный король Ирландии (1156—1166), сын Ниалла мак Лохлайнна (ум. 1119) и внук верховного короля Ирландии Домналла Уа Лохлайнна
- Конхобар мак Муйрхертах Мак Лохлайнн (ум. 1170), король Айлеха (1166—1167), сын верховного короля Ирландии Муйрхертаха мак Лохлайнна
- Ниалл мак Муйрхертах мак Лохлайнн (ум. 1177), король Айлеха (1167—1176)
- Аэд Уа Нейлл (Аод Макем Тойнлеск) (ум. 1177), король Айлеха (1167—1177), сын Муйрхертаха из рода У Нейлл
- Маэл Сехнайлл мак Муйрхертах мак Лохлайнн (ум. 1185), король Айлеха (1177—1185), сын верховного короля Ирландии Муйрхертаха мак Лохлайнна

С 1185 года представители рода Кенел Эогайн правили в небольшом королевстве Тир Эогайн (Тирон).
Последним титульным королём Айлеха был Аэд Буйде Уа Нейлл (ум. 1283), король Тир Эогайн (1260—1261, 1263—1283).